# Gogogogo
Gogogogo est une commune urbaine malgache située dans la partie sud-est de la région d'Atsimo-Andrefana.